# Медіальний передньомозковий пучок
Медіальний передньомозковий пучок (англ. Medial forebrain bundle, MFB) — група волокон, що зв'язує різні структури середнього та переднього мозку. Краніально починається з передспаювальної області склепіння, нюхової цибулини і ядер перегородки, проходить через базальний передній мозок і бічний гіпоталамус. MFB містить сполуки дофамінного мезолімбічного шляху, який зв'язує вентральну область покришки з прилеглим ядром, і вважається важливою частиною нейрональної системи винагороди. Можливість добровільної активації МПП викликає у піддослідних тварин підживлюючу самостимуляцію.